# Гомотарци
Гомота̀рци е село в Северозападна България. То се намира на 15 км от град Видин в община Видин, област Видин.

## История
Селото има странна история. Някога е било на друго място, на километри от сегашното. След като страшна чума натръшкала голяма част от жителите му, оцелелите решили да изгорят къщите си и да търсят ново място за заселване. Избрали големия речен завой, а високият бряг привличал и заселници отвъд Дунава, където водата често заливала низината. Дали му името Гомотарци, което означава шум, врява от събиране на много хора на едно място. Препитавали се със земеделие и рибарство. За пръв път за него се говори в документ от 1560 година.
Комисията, работила по преименуването на българските селища през 1931 – 1932 г. спазва правила при преименуването, сред които е приемане на имена на членове на Кобургската царска династия. Така селото до 1947 г. носи названието Евдокия.
През 1933 селото получава одобрение за финасиране от държавния фонд Кооперативни строежи на народни училища.
През лятото на 1950 година, по време на колективизацията, 1 семейство (5 души) от селото е принудително изселено от комунистическия режим.

## Население
Преброяване на населението през 2011 г.
Численост и дял на етническите групи според преброяването на населението през 2011 г.:
|                     | Численост | Дял (в %) |
| Общо                | 707       | 100,00    |
| Българи             | 677       | 95,75     |
| Турци               | 0         | 0,00      |
| Цигани              | 0         | 0,00      |
| Други               | 0         | 0,00      |
| Не се самоопределят | 0         | 00        |
| Неотговорили        | 09        | 1,27      |

## Религия
Жителите на селото са православни християни.
В църквата в селото рисува дебърският зограф Кръсто Янков.

## Културни и природни забележителности
Употребявани езици за ежедневна комуникация в селото са влашки и български.

## Спорт
Село Гомотарци има футболен отбор, който се казва Дунав (Гомотарци) и се състезава в „А“ окръжна футболна група.

## Други
Гомотарската могила на Антарктическия полуостров е наименувана на село Гомотарци.